# African Taekwondo Union
Die African Taekwondo Union (AFTU) ist ein Kontinentalverband der olympisch anerkannten World Taekwondo Federation. In ihr sind 44 nationale Taekwondoverbände (Stand 2010) zusammengeschlossen. Gegründet wurde sie 1979 in Abidjan (Elfenbeinküste).
Präsident der AFTU ist der ägyptische General Ahmed Mohamed Fouly, mit dem sie gleichzeitig einen Vizepräsidenten des Weltverbandes (WTF) stellt. Mit Driss El-Hilali (Marokko) und Issaka Ide (Niger) stellt sie dort zudem zwei von 14 weiteren Vorstandsmitgliedern (Council members). Bislang konnten die Sportler der in der AFTU organisierten Nationalverbände zwei olympische Medaillen erreichen (2004 und 2008 jeweils Bronze).